# The Eddie Cantor Comedy Theater
The Eddie Cantor Comedy Theater è una serie televisiva statunitense in 39 episodi trasmessi per la prima volta nel corso di una sola stagione nel 1955.
È una serie di tipo antologico in cui ogni episodio rappresenta una storia a sé. Gli episodi sono storie del genere commedia e vengono presentati da Eddie Cantor. Tra gli attori: Peter Lorre, Billie Burke, Stan Freberg e Buster Keaton. Cantor appare in qualche cameo in diversi episodi.

## Produzione
La serie fu prodotta dalla Ziv Television Programs.

### Sceneggiatori
Tra gli sceneggiatori sono accreditati:
- Albert E. Lewin in 7 episodi (1955)
- Burt Styler in 7 episodi (1955)
- Si Rose in 4 episodi (1955)
- Arthur Rowe in 4 episodi (1955)
- Paul Schneider in 4 episodi (1955)
- John Rapp in 2 episodi (1955)

## Distribuzione
La serie fu trasmessa negli Stati Uniti dal 23 gennaio 1955 al 17 ottobre 1955 in syndication.

## Episodi
| Stagione       | Episodi | Prima TV USA |
| -------------- | ------- | ------------ |
| Prima stagione | 39      | 1955         |